# Сарново (гміна Любранець)
Сарново (пол. Sarnowo) — село в Польщі, у гміні Любранець Влоцлавського повіту Куявсько-Поморського воєводства.
Населення — 141 особа (2011).
У 1975-1998 роках село належало до Влоцлавського воєводства.

## Демографія
Демографічна структура станом на 31 березня 2011 року:
|          | Загалом | Допрацездатний вік | Працездатний вік | Постпрацездатний вік |
| -------- | ------- | ------------------ | ---------------- | -------------------- |
| Чоловіки | 69      | 10                 | 47               | 12                   |
| Жінки    | 72      | 14                 | 38               | 20                   |
| Разом    | 141     | 24                 | 85               | 32                   |